# زاك كوكس
زاك كوكس (بالإنجليزية: Zack Cox)‏ هو لاعب كرة قاعدة أمريكي، ولد في 9 مايو 1989 في كامبلسفيل في الولايات المتحدة.

## وصلات خارجية
- زاك كوكس على موقع دوري كرة القاعدة الرئيسي (الإنجليزية)
- زاك كوكس على موقعبيزبول رفرنس.كوم (الدوري الثانوي) (الإنجليزية)